# Defrazeologizacja
Defrazeologizacja – zjawisko polegające na użyciu związku frazeologicznego lub jego części w znaczeniu dosłownym, wynikającym z budowy związku; odpowiednik deleksykalizacji wyrazów. Następuje to w wyniku naruszenia ustabilizowanej postaci frazeologizmu (strukturalnej i semantycznej). Do defrazeologizacji dochodzi wskutek samodzielnego rozwoju składników związku lub w trakcie aktualizacji (odtwarzania, uzmysławiania) bezpośredniego znaczenia składników. Może być zarówno efektem omyłki, jak i celową grą językową.